# Pierremande
 Pierremande  es una población y comuna francesa, en la región de Picardía, departamento de Aisne, en el distrito de Laon y cantón de Coucy-le-Château-Auffrique.

## Demografía
| 237 | 274 | 270 | 278 | 261 | 260 |
| Para los censos de 1962 a 1999 la población legal corresponde a la población sin duplicidades (Fuente: INSEE [Consultar]) |     |     |     |     |     |